# 365歩のユウキ
『365歩のユウキ』（さんびゃくろくじゅうごほのゆうき）は、西条真二による将棋をテーマとした漫画作品。『週刊少年サンデー』(小学館)において、2002年6号より2002年43号まで連載された。全36話、全4巻。棋譜等将棋監修は田中寅彦。

## あらすじ
逃げることだけが取り得の弱気な中学生紬勇気は、同級生の片矢切との賭け将棋から逃げだすと、校内では武闘派として有名な将棋部の部室に逃げ込んでしまう。将棋部長森田みもりの差し金で、ユウキと片矢切は将棋で決着を付けることになる。みもりの助言で何とか片矢切に勝利したユウキだが、対局の中でユウキの秘められた才能に気付いたみもりによって、強制的に将棋部に入部させられてしまう。

## 登場人物
紬勇気（つむぎ ゆうき）
通称・ユウキ。台東区立浅草第二中学校に通う中学2年生（連載初期は1年生）。みもりによって将棋部に入れられてしまった弱気ないじめられっ子。しかし将棋への愛情に目覚め、その腕前を上げていく。いじめられっ子であったため、子どもの頃から「逃げる手段」を模索し続けて生きてきた。そのため相手の行動の「先読み」の才能に長け、それが将棋の「棋譜を読む」才能に直結している。
自分が苛められるのは我慢できるが、自分と親しい他者が痛い目に遭いそうなときはキレる。その際、髪の毛を逆立てる。
優秀かつ容姿端麗な姉たちがいる末っ子長男でもある。
森田みもり（もりた みもり）
中学2年生（連載初期は1年生）の将棋部部長。部内最強の腕前と勝気な性格で1年生の頃から武闘派揃いの将棋部を取り仕切る。
幼い頃実父・柘植万将に棄てられて万将の弟である森田夫妻に育てられており、万将を倒し復讐を果たすため元プロで焼き鳥屋の主人の宍戸十三師匠に稽古をつけてもらう。
片矢切エイジ（かたやぎり - ）
幼稚園の頃からユウキをいじめていた、真性のいじめっ子。逃げるユウキを追って将棋部の部室に入った事でユウキ同様、無理矢理、将棋部に入れられる。そしてユウキの将棋の才能が完全に開花し、立場が逆転してしまう。
将棋においては卑怯な振る舞いをして醜態を晒すことが多い。
部内での予選も卑怯な手段で勝ち抜き、中学名人戦への出場権を得たが、中学名人戦の予選も卑怯な手段で突破した。本戦でも「盤をずらして二歩を指させる」という手段を用いて「勝利」するが、それを見ていた田ノ中九段につまみ出されてしまう。
多賀城一輝（たがじょう いっき）
中学3年生。PC理論派の実力者である。
中学名人戦の予選でユウキとの対局で、自らが開発した将棋コンピュータ「PC竜王（キングドラゴン）」をコートの中に仕込んで対局した。
しかし、PC竜王はユウキの本能の1手（意味のない歩の突き捨て）を理解することができずにオーバーヒートを起こしてしまい、その際にコートが燃えてソフト指しが発覚して失格となってしまった。
その後、ユウキの「相手の失格ではなく、実力で勝ちたい」という提案の前に対局を続行したが、ユウキの「突き捨ての愚手を一気に開花」させる1手を喫し負けを認めた。
入船工味（いりふね たくみ）
中学2年生。ユウキたちが参加する回の1つ前の中学名人戦で優勝し、奨励会入会試験を受けようとしたが、悪性のインフルエンザによって試験を受けることができなかった。
神の手を持つとされ、指す手に悪手は全くないとされている。
中学名人戦の本戦1回戦でユウキと対局し、ユウキの徹底的な受けの前に敗れる。なお、この対局の棋譜は田中寅彦対久保利明の棋譜が元になっている。
柘植万将（つげ ばんしょう）
みもりの実父で、現七冠。高級ホテルの最上階をフロアごと借り切ってそこで大量の駒・盤・棋書に埋もれて生活している。
性格はとても横暴であるが、昔は妻のあきほ、娘のみもりと幸せな暮らしをしていた。
八段時代、名人戦の挑戦権を得て3連勝したが、第4局の前にみもりからあきほの危篤を知らされ、あきほの元に行こうとするものの結局は将棋を選び、それによる動揺が元で4連敗して名人獲得を逃した上、あきほを亡くしてしまう。
その後行方不明になるが、半年後に再び姿を現した。しかし、そこでみもりと弟である森田を「知らない奴」と吐き捨て、みもりを容赦なく突き飛ばした。この出来事をきっかけに、みもりは万将への復讐を決意する。
顔の傷は、あきほに死なれた後、自分も自殺を図ったときについたもの。しかし死に切れず、自分には将棋しかないと思い、愛を失ったかわりに最強になろうと決意し、現在の性格となった。